# Mikel Labaka
Mikel Labaka Zurriarain (Azpeitia, 10 agosto 1980) è un allenatore di calcio ed ex calciatore spagnolo, di ruolo difensore.

## Carriera
Ha giocato nella prima divisione spagnola.
In carriera ha anche vestito a più riprese la maglia della Selezione di calcio dei Paesi Baschi, per un totale di 8 presenze.

## Palmarès

### Club

#### Competizioni nazionali
- Segunda División B: 1

Real Unión: 2002-2003